# Photodétecteur infrarouge à puits quantiques
 (juin 2021).
Si vous disposez d'ouvrages ou d'articles de référence ou si vous connaissez des sites web de qualité traitant du thème abordé ici, merci de compléter l'article en donnant les références utiles à sa vérifiabilité et en les liant à la section « Notes et références ».

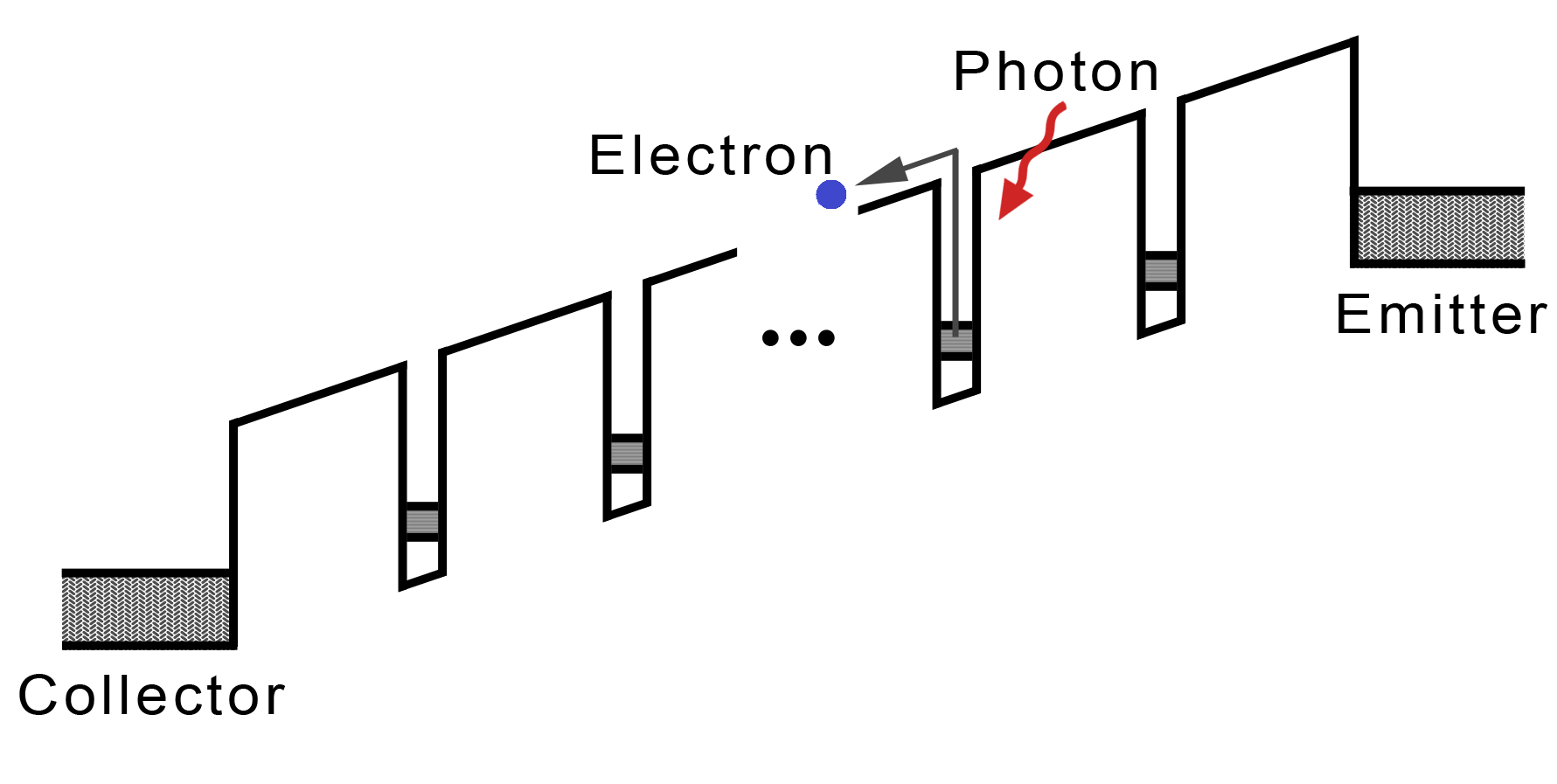
Profil de bande de conduction d'un photodétecteur QWIP. La bande conductrice est penchée tendis que la tension est appliquée.

Le QWIP (Quantum Well Infrared Photodetector : en français : « photodétecteur infrarouge à puits quantiques » est un détecteur de rayonnement infrarouge. La gamme de longueurs d'onde couverte en 2007 s'étend de 3 µm à plus de 30 µm. Ce type de détecteur est sensible au rayonnement thermique émis par tout corps dont la température n'est pas nulle (selon la loi de rayonnement du corps noir introduite par Max Planck).

## Introduction
Le QWIP est un détecteur quantique : l'absorption du rayonnement incident se fait par l'intermédiaire d'une transition électronique. Cette transition a lieu entre le niveau fondamental du puits quantique et le premier niveau excité. Si un seul niveau confiné existe, la transition a lieu entre le niveau fondamental et le continuum d'états délocalisés.
Les règles de sélection régissant l'interaction entre rayonnement électromagnétique et électrons conduisent à deux caractéristiques très importantes de ce composant :
- l'absorption est résonante : le détecteur absorbe dans une bande étroite de longueurs d'onde, son absorption se présente sous la forme d'un pic caractérisé par la position de son maximum et par sa largeur à mi-hauteur. Pour un pic centré à 9 µm (33 THz), la largeur à mi-hauteur du pic est proche de 1 µm.
- l'absorption du rayonnement arrivant à incidence normale est faible (théoriquement nulle pour un détecteur de surface infinie). Il faut par conséquent munir chaque élément détecteur (pixel) d'une structure de couplage optique, par exemple un réseau de diffraction fonctionnant en réflexion.

Le QWIP est un détecteur refroidi. En effet, les transitions électroniques mises en jeu peuvent aussi être excitées par les phonons, c’est-à-dire par les vibrations du réseau cristallin. Pour réduire ces vibrations il faut refroidir le détecteur. La température de fonctionnement dépend de la longueur d'onde. Pour un QWIP détectant à 9 µm, la température de fonctionnement dépasse aujourd'hui 77 K (-196 °C, température de l'azote liquide).
Le QWIP est un détecteur unipolaire : le courant électrique est dû uniquement aux électrons. Il s'agit d'une différence majeure par rapport aux autres technologies de détection, qui exploitent des photodiodes (jonctions pn). Dans une photodiode les photons incidents excitent les électrons de la bande de valence vers la bande de conduction d'un semi-conducteur. Le courant est porté à la fois par les électrons et les trous. Une photodiode est par conséquent un composant bipolaire.
La technologie QWIP exploite la filière industrielle des semi-conducteurs III-V : le GaAs et ses alliages (AlGaAs, InGaAs). Les QWIP bénéficient de tous les avantages de cette technologie duale, développée pour les applications de la micro-électronique (c.-à-d. téléphones portables) et de l'opto-électronique (télécommunications sur fibre):
- disponibilité de substrats de grande taille. Les galettes (wafers en anglais) GaAs atteignent aujourd'hui des diamètres de 6 pouces (15 cm). En comparaison, les substrats utilisés pour le mercatel (HgCdTe, matériau de référence pour la détection infrarouge) ne dépassent pas 5 cm de diamètre. La disponibilité de grands substrats permet d'entreprendre la fabrication de matrices de détecteurs de grande taille.
- excellente uniformité et reproductibilité du matériau. Ce point est très important pour les détecteurs au format matriciel et pour une activité de production à coûts réduits.
- taux de défauts très faible. Dans une matrice de détecteurs chaque pixel est important. Il est indispensable de minimiser le nombre total de pixels défectueux ainsi que le nombre de clusters (groupes de pixels défectueux). L'état de l'art actuel est de quelques dizaines de pixels non exploitables pour une matrice au format 640 × 512 (soit un taux d'opérabilité supérieur à 99,97 %).
- rendement de fabrication très élevé. La disponibilité de grands wafers permet de réaliser plusieurs dizaines de matrices en parallèle. Le faible nombre de défauts permet d'atteindre des rendements de fabrication proches de 90 %, avec des moyens technologiques relativement modestes
- excellente stabilité temporelle de l'image. Les détecteurs QWIP se caractérisent en effet par un bruit basse fréquence (connu sous le nom de bruit en 1/f) négligeable. Contrairement aux autres technologies d'imagerie infrarouge, il n'est pas nécessaire de réaliser une correction de l'image à intervalles réguliers. Ceci permet de concevoir des systèmes plus faciles à mettre en œuvre pour l'utilisateur final.

Les QWIP sont particulièrement bien adaptés pour les applications d'imagerie rapide (plus de 50 images par seconde), longue distance (plusieurs kilomètres), nécessitant une grande résolution et une grande sensibilité. Voici une liste non exhaustive des applications envisageables :
- télé-surveillance par tout temps (nuit, brouillard). Quelques exemples : surveillance du littoral, surveillance d'oléoducs.
- aide à l'atterrissage des avions par mauvaises conditions météo (brouillard).
- applications médicales : détection du cancer du sein, aide visuelle lors d'interventions chirurgicales sensibles...
- détection à distance de produits dangereux (explosifs, gaz toxiques).
- satellites météorologiques.
- imagerie et spectroscopie spatiale (astronomie).
- applications militaires : viseurs de char, caméras embarquées sur véhicules, jumelles portables, détection de mines enfouies...

Outre l'imagerie thermique classique, dans une bande spectrale donnée, les QWIP ouvrent la voie à d'autres applications, dites de troisième génération :
- imagerie haute résolution (format haute définition, 1280 × 1024 pixels);
- imagerie multi-spectrale. Grâce à leur absorption résonante les QWIP permettent de détecter au sein du même pixel plusieurs longueurs d'onde. À ce jour des démonstrations ont été faites pour les bandes 3-5 µm / 8-10 µm et 8-10 µm / 10-12 µm. Un imageur multi-spectral permet d'accéder à la température absolue des objets, ainsi qu'à leur constitution chimique;
- imagerie polarimétrique. Un imageur polarimétrique est sensible d'une part à l'intensité du rayonnement, d'autre part à la polarisation de ce rayonnement. Les QWIP sont actuellement la seule technologie au monde permettant d'intégrer de manière monolithique une matrice de détecteurs et une matrice de polariseurs. C'est la structure de couplage optique (c.-à-d. réseau lamellaire 1D) qui joue le rôle de polariseur. Un tel imageur thermique permettrait par exemple de détecter les objets manufacturés dans un environnement quelconque;

En France, le principal acteur industriel de l'infrarouge est Sofradir, filiale de Thales et Sagem. Elle a repris en 2013 les technologies InSb, QWIP et InGaAs de ses deux maisons mères et regroupe ainsi les activités QWIP pour les deux groupes. Avant ce regroupement, c'est surtout le Groupement d'Intérêt Économique (GIE) Alcatel-Thales III-V Lab qui développait ces technologies.
Au niveau mondial, les détecteurs à puits quantiques sont étudiés et réalisés aux États-Unis, Allemagne, Suède, Israël, Canada, Australie. De plus en plus de pays s'y intéressent (Turquie, Inde, Corée du Sud) grâce à l'accessibilité de la technologie III-V (la recherche peut être menée dans un laboratoire universitaire).

## Réalisation du détecteur
La réalisation d'un détecteur à puits quantiques nécessite quatre étapes principales :
- conception de la structure quantique (partie théorique et de simulation)
- réalisation de la structure quantique, par une technique d'épitaxie
- réalisation de la matrice de détecteurs
- caractérisation des performances du détecteur

### Conception de la structure quantique
La couche active du détecteur est une hétérostructure à base de semi-conducteurs. Aujourd'hui, les matériaux les plus utilisés sont les alliages AlGaAs (arséniure de gallium et d'aluminium) et InGaAs (arséniure de gallium et d'indium).
La structure est obtenue en réalisant une succession périodique de couches de nature chimique différente. Par exemple, on peut réaliser une alternance AlGaAs - GaAs - AlGaAs - GaAs - ... Dans cette structure, les couches AlGaAs ont une affinité moins grande pour les électrons. Ces derniers seront confinés dans les couches GaAs, qui vont ainsi constituer des puits. Les couches AlGaAs jouent le rôle de barrières de confinement. Les électrons sont introduits dans la structure en dopant certaines couches avec un élément donneur (le silicium).
Les puits quantiques sont pris en sandwich entre deux couches de semi-conducteur dopé, jouant le rôle de contacts électriques. Ces contacts permettent d'appliquer une différence de potentiel au composant et récupérer un courant.
La conception de la structure consiste à choisir l'épaisseur, ainsi que la composition des différentes couches, le nombre de périodes, le dopage des puits, l'épaisseur et le dopage des contacts, etc.
Exemple : une structure dont le pic d'absorption est centré à 9 µm correspond à des puits GaAs larges de 5 nm environ (soit 18 couches atomiques). Les barrières AlGaAs contiennent 25 % d'aluminium et leur épaisseur est de 40 nm environ. Un détecteur comprend quelques dizaines de puits.

### Épitaxie de la structure
La réalisation de la couche active est faite par une technique d'épitaxie, telle l'épitaxie par jets moléculaires (EJM). Cette technique emploie des substrats mono-cristallins, ayant la forme d'une galette (diamètre de 5 à 10 cm, épaisseur 0,5 mm), sur lesquels on dépose des atomes, couche atomique par couche atomique. C'est le substrat qui impose l'organisation spatiale des atomes déposés. La croissance cristalline a lieu sous vide (10−10 bar) et à haute température (500-600 °C).
Avantages de la technique :
- permet de changer la nature chimique des atomes déposés en cours de croissance et l'obtention de structures artificielles, qualifiées de hétérostructures pour signifier que la composition chimique n'est pas homogène ;
- la vitesse de croissance étant très faible (typiquement 0,2 nm/s), cette technique permet de maîtriser les interfaces à la mono-couche atomique près ;
- grâce aux développements technologiques des 10-15 dernières années, cette technique de croissance garantit une excellente uniformité de composition sur de grandes surfaces ainsi qu'une très grande pureté du matériau synthétisé (moins de 1015 impuretés/cm3, à comparer à 1023 atomes/cm3, densité typique d'un cristal).

### Réalisation de la matrice de détecteurs
Une fois la couche active obtenue, on procède à la réalisation des matrices de détecteurs. Le travail est effectué en salle blanche. La qualité des matrices (pourcentage de pixels utilisables) dépend directement de la qualité de l'atmosphère et des produits chimiques utilisés. À titre d'exemple, est considérée comme impureté critique tout ce qui dépasse une taille de 1 µm.
Plusieurs procédés technologiques sont nécessaires :
- photolithographie à l'aide de résines photosensibles. Elle permet de définir des motifs à la surface du semi-conducteur, qui seront ensuite gravés ;
- techniques de gravure sèche : gravure ionique réactive, gravure plasma ;
- techniques de dépôt de couches métalliques, permettant de réaliser des contacts électriques ;

Pour la réalisation des matrices il faut maîtriser la gravure de motifs submicroniques (0,3-0,7 µm).
La réalisation de la matrice se fait en plusieurs étapes :
- gravure de la structure de couplage optique, qui est intégrée dans le contact supérieur ;
- gravure des pixels ;
- réalisation des contacts électriques.

On obtient ainsi des matrices au format TV (640 × 512 pixels) ou TV/4 (384 × 288 pixels), voire depuis peu au format HDTV (1280 × 1024). Les pixels ont des dimensions allant de 15 à 25 µm.
La matrice de détecteurs est connectée à l'aide de billes d'indium à une matrice similaire, composée de petits circuits de lecture en silicium. Ces circuits permettent de polariser le détecteur et de recueillir le signal. L'opération d'assemblage est appelée hybridation.

### Réalisation d'une caméra
L'hybride obtenu est monté dans un petit cryostat (rappel : le détecteur fonctionne à basse température), lequel est ensuite couplé à une petite machine à froid, fonctionnant sur le principe de la compression-détente. L'ensemble cryostat-machine à froid forme le bloc détecteur. Celui-ci est très compact : une douzaine de centimètres pour quelques centaines de grammes.
Le bloc détecteur est intégré dans une caméra, qui contient aussi l'optique permettant de former l'image et l'électronique de lecture et de traitement.

### Caractérisation des performances
Lorsqu'on parle de performances, il faut distinguer entre performances du détecteur et performances de la caméra. Nous parlerons ici des performances du détecteur.
Les performances électro-optiques d'un détecteur infrarouge sont évaluées à l'aide des grandeurs physiques suivantes :
- réponse spectrale (en ampères par watt). Cette grandeur permet de connaître la plage spectrale de sensibilité du détecteur. Elle se définit comme le rapport entre le nombre d'électrons récupérés aux contacts (un courant) et le nombre de photons incidents (une puissance).
- courant d'obscurité (en ampères). Ce courant est généré par des processus physiques autres que l'absorption des photons à détecter. Dans les QWIP, la composante principale du courant d'obscurité est activée thermiquement (loi d'Arrhenius).
- densité spectrale de bruit en courant (en ampères par racine de hertz).
- détectivité spectrale spécifique.

On rencontre aussi d'autres grandeurs physiques, comme par exemple la NETD (Noise Equivalent Temperature Difference : différence de température de scène correspondant à un signal équivalent au bruit). Faisant intervenir des paramètres externes au détecteur, elle ne peut pas être utilisée pour estimer les performances d'un détecteur.
Pour l'imageur thermique complet le paramètre pertinent sera la NETD, ou encore la portée (en kilomètres). Aujourd'hui les QWIP permettent d'atteindre des résolutions thermiques de 10 - 30 millikelvins (1 à 3 centièmes de degré), selon la configuration de l'imageur.

## Défauts
Si les QWIP possèdent plusieurs avantages par rapport aux photodétecteurs de type photodiode (HgCdTe), notamment en termes d'uniformité du matériau qui permet d'éviter d'avoir à compter sur des algorithmes de correction, ou par le fait qu'il est possible en formant différentes couches, ou des changements relativement simples permettent au détecteur de détecter en même temps plusieurs longueurs d'onde, ils ont cependant leurs propres défauts :
- de par la structure du détecteur, ils ne peuvent détecter un rayonnement incident qui arrive à la normale du détecteur ;
- leur courant d'obscurité est bien plus élevé que les autres détecteurs, ce qui réduit leur détectivité et oblige à travailler à basse température ;
- leur température de fonctionnement reste basse (~60 K voire moins), pour compenser justement ce fort taux de courant d'obscurité;
- leur efficacité quantique est réduite (environ 50 %).

Pour ces raisons, d'autres types de photodétecteurs sont en développement, notamment les QDIP (Quantum Dot Infrared Photodetector).